# Distrito histórico I de la Colonia de invierno de Aiken
El Distrito histórico I de la Colonia de invierno de Aiken, es un distrito histórico ubicado en Aiken, Carolina del Sur, Estados Unidos.

## Historia
Es digno de mención porque se lo considera el distrito más estrechamente identificado con la historia de la Colonia de invierno de Aiken. La zona cuenta con más de 30 propiedades, muchas de las cuales son grandes mansiones con establos. La mayoría de las propiedades fueron construidas entre 1882 y 1948. El distrito histórico I de la colonia de invierno de Aiken figura en el Registro Nacional de Lugares Históricos desde el 27 de noviembre de 1984.